# Масков сврачков личинкояд
Масков сврачков личинкояд (Coracina novaehollandiae), наричан също чернолик личинкояд, е вид птица от семейство Campephagidae.

## Разпространение
Видът е разпространен в Австралия, Индонезия, Папуа Нова Гвинея, Соломоновите острови и Източен Тимор.